# Delta Velorum
Delta Velorum (δ Velorum, Delta Vel, δ Vel)  je druhá nejjasnější hvězda v souhvězdí Plachet. Kolem roku 9000 se v důsledku precese bude nacházet blízko jižního nebeského pólu.
Delta Velorum měla tradiční název Alsafinah, který vychází z arabského jména al-safīnah, což znamená „loď“, a odkazuje na starořecké souhvězdí Loď Argo. V roce 2017 schválila Mezinárodní astronomická unie jméno Alsephina pro složku δ Velorum Aa, a je tak nyní zařazeno do Seznamu hvězdných jmen schválených IAU.

## Složky
Delta Velorum je trojhvězdný systém, složky A a B oběhnou kolem společného těžiště za 142 let. Hlavní složka A má zdánlivou hvězdnou velikost 1,99; jasnost složky B činí 5,57m.
Delta Velorum A je ve skutečnosti spektroskopická dvojhvězda, složka Aa má 2,5násobek sluneční hmotnosti; 2,4krát větší poloměr než je poloměr Slunce a sluneční zářivost tato dvojhvězda převyšuje, při efektivní povrchové teplotě složky Aa 9 370 K, 47krát. Hvězdy mají vysokou rychlost rotace a jsou asi 400 milionů let staré.